# Nobody Wants to Be Lonely
Nobody Wants to Be Lonely è il secondo singolo estratto dall'album Sound Loaded del cantante portoricano Ricky Martin, eseguito in duetto con la statunitense Christina Aguilera.

## Descrizione
Il brano è stato scritto da Desmond Child, Gary Burr e Victoria Shaw e prodotto da Walter Afanasieff che aveva precedentemente lavorato con artisti come Mariah Carey. Nel 2001 il brano è stato nominato ai Grammy Award come "migliore collaborazione pop vocale", premio poi andato invece a Lady Marmalade, un'altra collaborazione in cui era coinvolta la Aguilera.
Nobody Wants to Be Lonely rimase per due settimane non consecutive alla posizione numero 2 in Italia, dietro a Luce (tramonti a nord est) di Elisa, e undici settimane totali tra le prime venti posizioni.

## Tracce
CD singolo
1. Nobody Wants to Be Lonely (Duet Radio Edit)  4:11
2. Ricky Martin - Sólo quiero amarte (Radio Edit)  3:59

CD maxi-singolo
1. Nobody Wants to Be Lonely (Radio Edit)  4.:11
2. Ricky Martin - Sólo quiero amarte (Radio Edit)  3:59
3. Ricky Martin - Nobody Wants To Be Lonely  5:04
4. Ricky Martin - She Bangs (Obadam's Afro Bang Mix [Spanish])  7:28

CD singolo (Regno Unito)
1. Nobody Wants To Be Lonely - Ricky & Christina
2. Solo quiero amarte - Ricky
3. Private Emotion - Ricky & Meja

## Classifiche

### Classifiche settimanali
| Classifica (2001) | Posizione massima |
| ----------------- | ----------------- |
| Australia         | 8                 |
| Austria           | 13                |
| Belgio (Fiandre)  | 11                |
| Belgio (Vallonia) | 16                |
| Canada            | 6                 |
| Danimarca         | 6                 |
| Finlandia         | 2                 |
| Francia           | 28                |
| Germania          | 5                 |
| Irlanda           | 12                |
| Italia            | 2                 |
| Norvegia          | 5                 |
| Nuova Zelanda     | 1                 |
| Paesi Bassi       | 3                 |
| Regno Unito       | 4                 |
| Romania           | 1                 |
| Spagna            | 2                 |
| Stati Uniti       | 13                |
| Svezia            | 3                 |
| Svizzera          | 2                 |

### Classifiche di fine anno
| Classifica (2001)   | Posizione |
| ------------------- | --------- |
| Austria             | 63        |
| Belgio (Fiandre)    | 90        |
| Nuova Zelanda       | 28        |
| Paesi Bassi         | 46        |
| Regno Unito         | 80        |
| Romania             | 15        |
| Stati Uniti         | 55        |
| Stati Uniti (latin) | 11        |
| Svezia              | 62        |
| Svizzera            | 19        |